# Роке-дель-Есте
Роке-дель-Есте (ісп. Roque del Este) — невеликий безлюдний скелястий острів у Атлантичному океані, що належить до архіпелагу Канарських островів. Найсхідніший з усіх островів.
Острів розташований за 12 км на північний схід від Лансароте та адміністративно належить до муніципалітету Тегісе. Є вулканічним островом, цілком складається з вулканічних порід та пісків. Роке-дель-Есте — частина Природного парку Архіпелагу Чініхо.